# Баран, Василий Васильевич
Васи́лий Васи́льевич Бара́н (укр. Василь Василович Баран), известный под псевдонимами «Гефайст» и «Люпос» (2 октября 1911, Поздымир — 15 января 1949, Ястребичи) — украинский националист, деятель ОУН-УПА (майор) и Службы безопасности ОУН, руководитель ОУН на Сокальщине, член штаба 2-го военного округа УПА «Буг».

## Биография
Родился 2 октября 1911 в селе Поздымир (ныне во Львовской области). В ОУН с 1930 года, районный и надрайонный проводник восточной части Сокальского повята. Арестовывался польской полицией неоднократно: с июля по 21 декабря 1934 узник концлагеря Берёза-Картузская, под арестом также с 25 июня 1936 по 5 февраля 1937 и с июня 1937 по сентябрь 1938 годов.
С 1939 по 1941 годы Баран (он же «Гефайст») был руководителем пунктов перехода советско-германской границы (после образования польского Генерал-губернаторства), по которым на территорию СССР забрасывались украинские националисты. Имел ряд осведомителей: так, агент С.Мудрик работал служащим в Радеховском военкомате и добывал информацию о дислокации подразделений РККА, отправляя её «Гефайсту», а тот передавал всю информацию за границу.
После оккупации немцами Украины Баран вошёл в Сокальский окружной провод ОУН и стал организатором Украинской народной самообороны на Сокальщине. Позднее он стал руководителем Службы безопасности в Сокальском округе, проводя специальные курсы для добровольцев УПА, на которых слушавшие обучались борьбе с советской контрразведкой, а именно распознанием агентов НКВД; далее вошёл в штаб ВО-2 «Буг». В 1944 году в составе УПА он организовал сотню имени Галайды, а зимой 1945 года возглавил сотню «Тигры». С 1947 года в специальном распоряжении Провода ОУН.
15 января 1949 в селе Ястребичи «крыивку» Барана окружили силы милиции. Сам он застрелился.
В 1995 году на месте гибели был установлен крест.